# Colle Portola
Il Colle Portòla, anche Colle della Portola (in francese Col Portola,  2.410 m s.l.m.), è un valico delle Alpi Pennine, situato in Valle d'Aosta tra i comuni di Châtillon e di Ayas.

## Caratteristiche

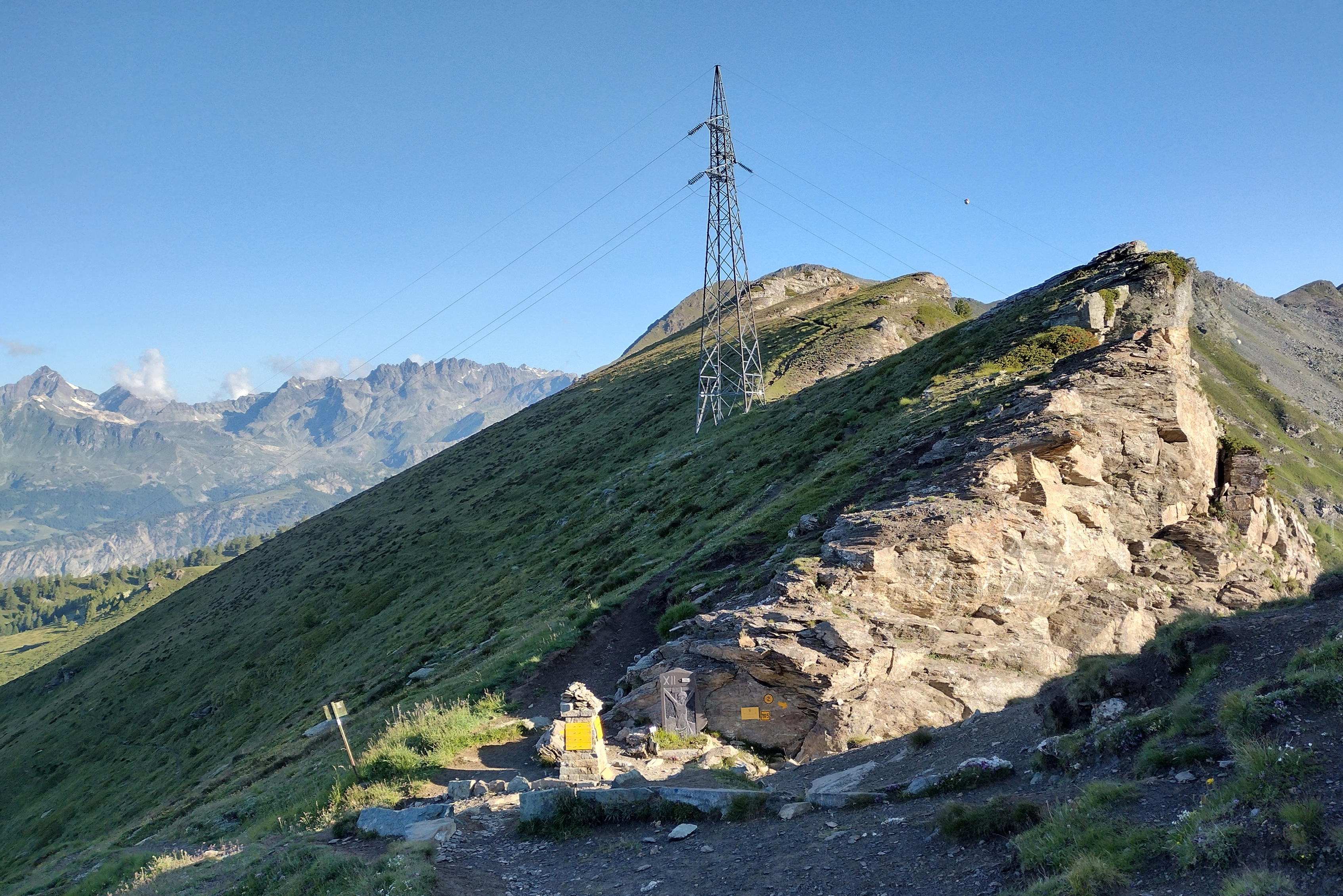
Il colle visto da sud

Il valico è collocato sulla cresta spartiacque che divide la val d'Ayas dalla Valtournenche. Si apre tra lo Dzerbion (a sud) e il tratto del crinale che si spinge a nord in direzione del monte Tantané e della Becca di Nana. Il passo collega Barmasc, una località di Ayas (Valle d'Ayas) con il vallone del torrente Promiod, tributario del Marmore, e La Magdeleine. 
Il valico è piuttosto stretto ed ha una caratteristica forma a "V".

## Storia

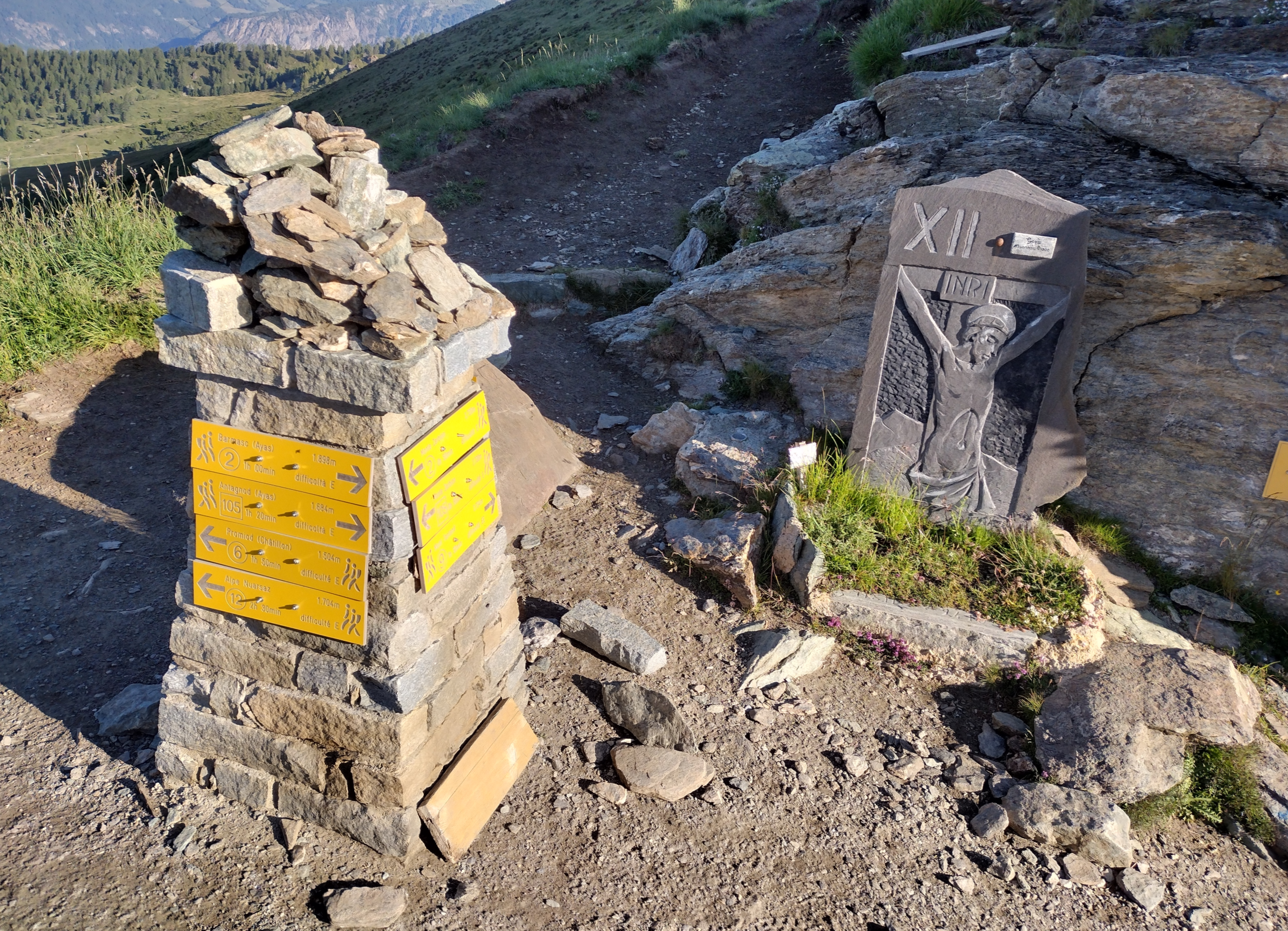
Pilone con indicazioni escursionistiche e stazione della Via Crucis sul colle

Lo Zerbion già nel XIX secolo era noto a turisti e viaggiatori, anche stranieri, per la vista superba che si gode dalla sua cima, per arrivare alla quale si usava anche allora percorrere l'attuale via di salita che passa per il colle Portola. Per il Colle Portola passa il percorso devozionale di una via Crucis che termina con una statua del crocifisso collocata su una rilievo più o meno a metà strada tra il colle e il Monte Zerbion. I bassorilievi vennero realizzati tra il 1995 e il 2004.

## Accesso
L'accesso al colle, sia dalla val d'Ayas che dalla Valtournenche, è considerato di difficoltà E, come pure l'accesso per cresta al vicino Zerbion, mentre la traversata di cresta verso il monte Tnatanè è adatta agli escursionisti esperti (difficoltà EE).